# 王旻
王旻（1980年6月14日—），出生于上海市，中国女子手球运动员，曾代表中国国家队参加2004年夏季奥运会和2008年夏季奥运会女子手球比赛，分别获得第八名和第六名。

## 外部連結
- 王旻在国际奥林匹克委员会的资料
- profile